# Lars Bastrup
Lars Bastrup (Levring, 1955. július 31. –) válogatott dán labdarúgó, csatár. Az év dán labdarúgója (1980).

## Pályafutása

### Klubcsapatban
1973–74-ben a Silkeborg, 1974–75-ben az IHF Aarhus, 1975 és 1977 között a nyugatnémet Kickers Offenbach, 1977 és 1979 között ismét az IHF Aarhus, 1979 és 1981 között az AGF labdarúgója volt. 1980-ban az év dán labdarúgójának választották. 1981 és 1983 között a nyugatnémet Hamburger SV csapatában szerepelt, ahol két bajnoki címet szerzett. Tagja volt az 1981–82-es idényben UEFA-kupadöntős és az 1982–83-as idényben BEK-győztes együttesnek. 1983–84-ben a Skovbakken, 1984 és 1986 között az Ikast FS játékosa volt. Az 1985-ös idényben 20 góllal bajnoki gólkirály lett.

### A válogatottban
1975 és 1983 között 30 alkalommal szerepelt a dán válogatottban és tíz gólt szerzett.

## Sikerei, díjai
- Az év dán labdarúgója (1980)

 Hamburger SV
- Nyugatnémet bajnokság (Bundesliga)
  - bajnok (2): 1981–82, 1982–83
- Bajnokcsapatok Európa-kupája (BEK)
  - győztes: 1982–83
- UEFA-kupa
  - döntős: 1981–82

 Ikast FS
- Dán bajnokság
  - gólkirály: 1985 (20 gól)